# Vilangudi
Vilangudi è una suddivisione dell'India, classificata come town panchayat, di 21.073 abitanti, situata nel distretto di Madurai, nello stato federato del Tamil Nadu. In base al numero di abitanti la città rientra nella classe III (da 20.000 a 49.999 persone).

## Geografia fisica
La città è situata a 09° 56' 47 N e 78° 05' 49 E.

## Società

### Evoluzione demografica
Al censimento del 2001 la popolazione di Vilangudi assommava a 21.073 persone, delle quali 10.640 maschi e 10.433 femmine. I bambini di età inferiore o uguale ai sei anni assommavano a 1.779, dei quali 904 maschi e 875 femmine. Infine, coloro che erano in grado di saper almeno leggere e scrivere erano 17.458, dei quali 9.264 maschi e 8.194 femmine.